# Foro de Chernóbil

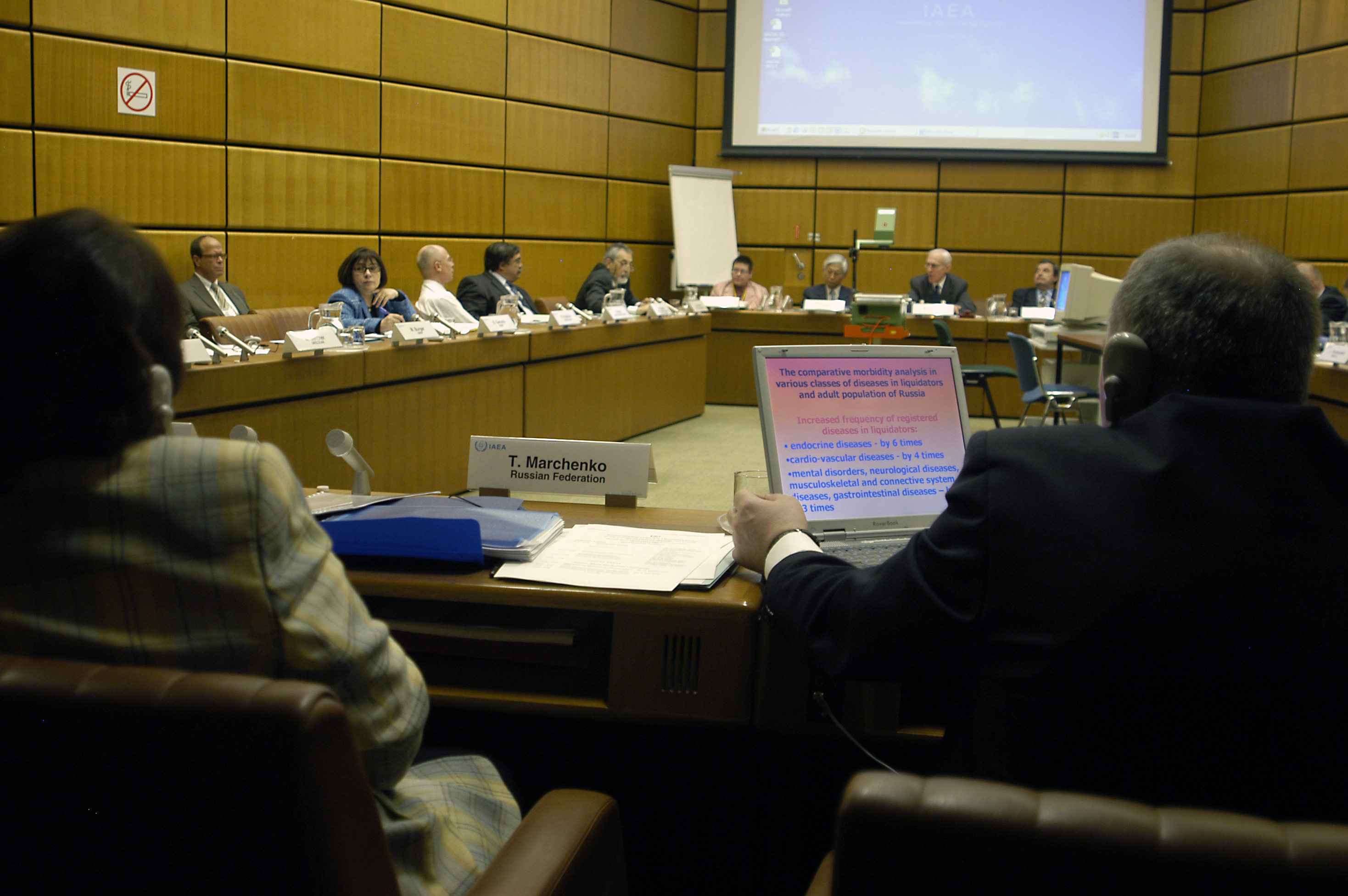
Reunión del Foro de Chernobyl en la sede de la Agencia en Viena, Austria. 10 de marzo de 2004

El Foro de Chernobil es el nombre de un grupo de agencias de la ONU, fundado el 3-5 de febrero de 2003 en la OIEA (Organismo Internacional de Energía Atómica) Con sede en Viena, para evaluar científicamente los efectos de la salud y consecuencias ambientales del Accidente de Chernobyl y emitir informes sobre ellos.

## Participantes
Nueve organizaciones de la ONU están implicadas en el Foro de Chernobil:
- La OIEA (Organismo Internacional de Energía Atómica)
- La FAO (Organización de las Naciones Unidas para la Alimentación y la Agricultura)
- La OCAH (Oficina de Naciones Unidas para la Coordinación de Asuntos Humanitarios)
- El PNUD (Programa de las Naciones Unidas para el Desarrollo)
- El PNUMA (Programa de las Naciones Unidas para el Medio Ambiente)
- El UNSCEAR (Comité Científico de Naciones Unidas sobre los Efectos de la Radiación Atómica)
- La OMS (Organización Mundial de la Salud)
- El Banco Mundial.

El Foro de Chernobil también comprende los gobiernos de Bielorrusia, Rusia y Ucrania.

## Publicaciones
El Foro de Chernobil publicó el 5 de septiembre de 2005 un informe científico exhaustivo sobre las consecuencias del Accidente de Chernobil titulado: "El legado de Chernobil: salud, medio ambiente e impacto socio-económico". Una edición revisada fue publicada en marzo de 2006 y está disponible aquí, junto al informe del Foro "Recomendaciones para los Gobiernos de Belarus, Rusia y Ucrania".
El informe abarca temas como la radiación del medio ambiente, salud de las personas y aspectos socio-económicos. Aproximadamente 100 reconocidos expertos de distintos países incluyendo Bielorrusia, Rusia y Ucrania, contribuyeron. El informe afirma ser "la evaluación mas comprensiva de las consecuencias del accidente a la fecha" y representar "la mirada consensual de ocho organizaciones de la ONU, con sus respectivas competencias y los 3 países afectados" .
En el recuento de fallecidos por el accidente, el informe determinó que 28 trabajadores de rescate fallecieron por síndromes de radiación agudos y 15 pacientes fallecieron de cáncer de tiroides. Se estima que las muertes por cáncer producidas por el Accidente de Chernobil podrían alcanzar la suma total de 4.000 personas de los 600.000 trabajadores de limpieza o "exterminadores" quienes fueron los más expuestos.
Un papel estima un adicional de 5.000 muertes por el accidente de Chernobil de los 6 millones de personas expuestas viviendo en las áreas contaminadas de Ucrania, Bielorrusia y Rusia. Sin embargo, el papel remarca que no ha habido un incremento en el riesgo de contraer cáncer, aparte del cáncer de tiroides, científicamente demostrado hasta la fecha; esta predicción es solo un indicador de un posible impacto del accidente y no debe ser tenido en cuenta como algo determinante.
El informe cita 4.000 casos de cáncer de tiroides producto del accidente, en mayor medida en niños y adolescentes al momento del accidente; aunque la tasa de supervivencia es de un 99%. Dado que la mayoría de los trabajadores de rescate y la gente que vivía en las áreas contaminadas fueron expuestos a bajas dosis de radiación, en comparación con los niveles generales del ambiente, no hubo descenso en fertilidad o incremento en malformaciones congénitas que se hayan podido apreciar.
El informe indica que mucha gente resultó traumatizada por el accidente y la reubicacion rápida que siguió a ello; se mantuvieron nerviosos por su salud, sintiéndose como víctimas indefensas antes que como sobrevivientes, principalmente por la falta de información creíble por los efectos del accidente. El Foro de Chernobil recomendó que la gente re ubicada fuera ayudada a normalizar sus vidas y acceder a mejores servicios sociales y empleo.

El informe también concluyó que un gran riesgo al estar expuestos por demasiado tiempo a la radiación, es el riesgo de salud mental ocasionado por miedos exagerados acerca de los efectos de la radiación:

" ... la denominación de la población afectada como "victimas" en vez de "sobrevivientes" les ha llevado a sentirse indefensos, débiles y con un destino incierto sobre su futuro. Esto los ha llevado a ser cautelosos en cuanto a su comportamiento y a exageradas preocupaciones por su salud, así también como conductas imprudentes como el consumo de hongos, bayas y jugar en áreas señaladas como altamente contaminadas, el consumo excesivo de alcohol y tabaco, y las actividades sexuales sin protección."